# Thestor strutti
Strutt's Skolly (Thestor strutti) là một loài bướm ngày thuộc họ Bướm xanh. Đây là loài đặc hữu của Nam Phi, ở đó nó is only known from sparse fynbos on the high slopes near the phía bắc end of the Bain's Kloof Pass near Wolseley in the West Cape.
Sải cánh dài 25–27 mm đối với con đực và 26–28 mm đối với con cái. Con trưởng thành bay từ cuối tháng 7 or tháng 8 đến đầu tháng 9. Có một lức một năm.